# 刘远节
刘远节（1937年3月24日—），男，湖南攸县人，中华人民共和国军事人物，中国人民解放军少将，曾任广东省军区政治委员。